# Alan Musgrave

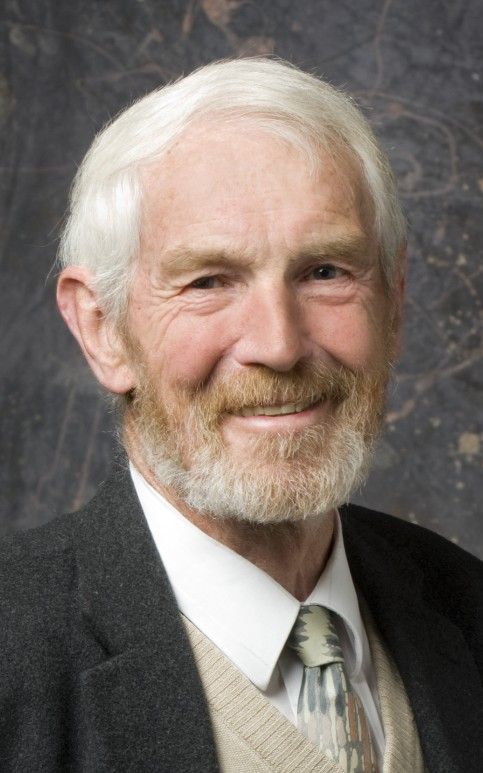
Alan Musgrave

Alan Musgrave (* 1940 in Manchester) ist ein britischer Philosoph und Wissenschaftstheoretiker. Er war von 1970 bis 2005 Leiter des Philosophie-Departments der University of Otago (Neuseeland) und unterrichtet dort seitdem immer noch.

## Leben
Musgrave war jahrelang ein Schüler von Karl Popper an der London School of Economics und arbeitete auch mit Imre Lakatos zusammen. Gerade in Auseinandersetzung mit diesen beiden Philosophen bereicherte er den Kritischen Rationalismus vor allem um Beiträge zu Fragen des Realismus in der Erkenntnistheorie und um seine eigene philosophische Theorie der Rationalität.
Weitere Schwerpunkte seiner Arbeit bilden die Erkenntnistheorie, die Geschichtsphilosophie und die Philosophie der Biologie.